# Ciemnoboczniak gałązkowy

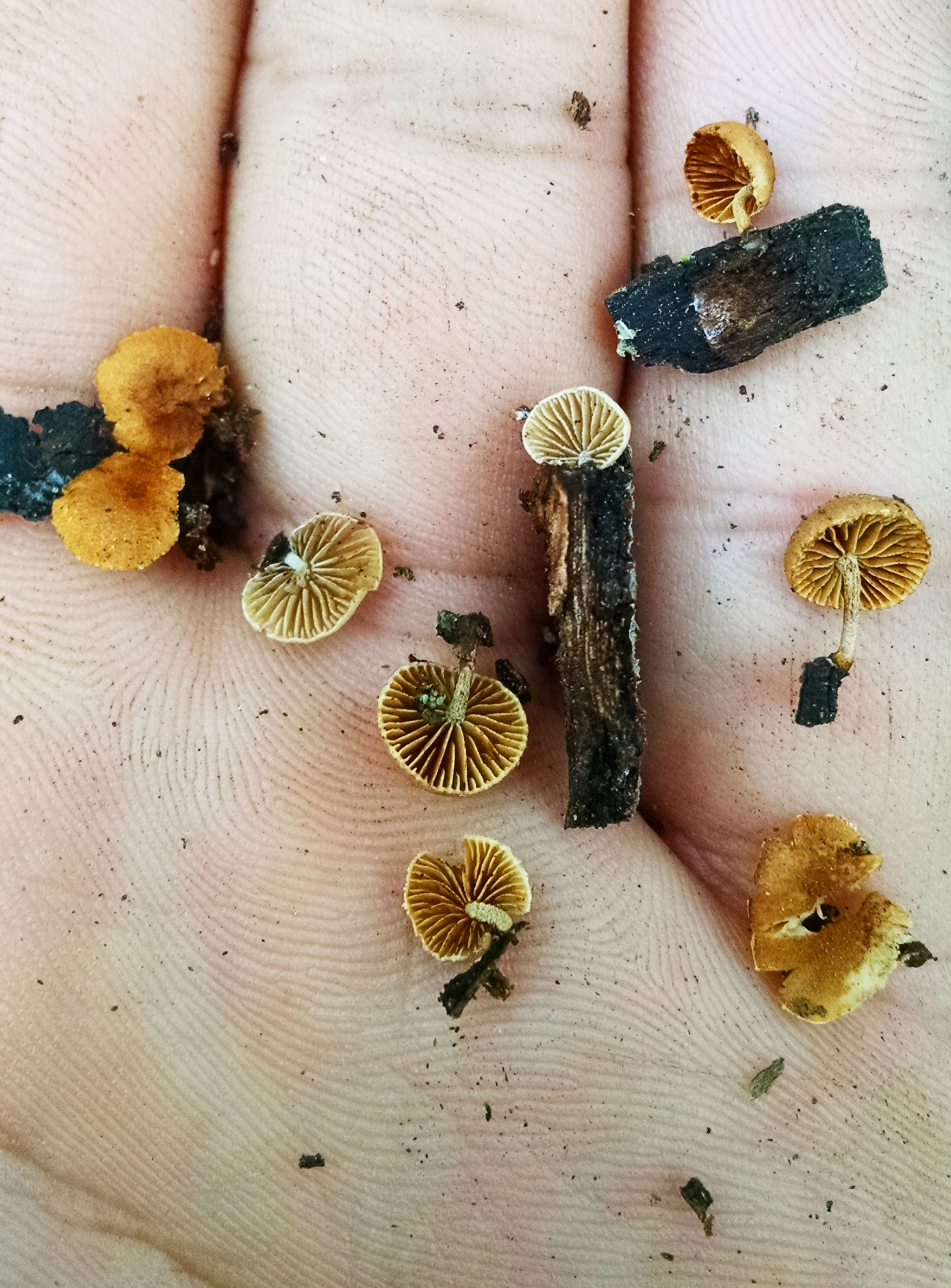

Ciemnoboczniak gałązkowy (Simocybe haustellaris (Fr.) Watling) – gatunek grzybów należący do ciżmówkowatych (Crepidotaceae).

## Systematyka i nazewnictwo
Pozycja w klasyfikacji według Index Fungorum: Simocybe, Crepidotaceae, Agaricales, Agaricomycetidae, Agaricomycetes, Agaricomycotina, Basidiomycota, Fungi.
Po raz pierwszy zdiagnozował go Elias Fries w 1818 r., nadając mu nazwę Agaricus haustellaris. Obecną, uznaną przez Index Fungorum nazwę nadał mu Roy Watling w 1981 r.
Ma około 15 synonimów. Niektóre z nich:
- Agrocybe haustellaris (Fr.) Romagn. 963
- Ramicola haustellaris (Fr.) Courtec. 1989
- Ramicola haustellaris f. effugiens (Quél.) Courtec. 1994
- Ramicola haustellaris f. rubi (Berk.) Neville & Poumarat 1993
- Ramicola rubi (Berk.) Watling 1989
- Simocybe haustellaris f. effugiens (Quél.) Courtec. 1986
- Simocybe rubi (Berk.) Singer 1962

Nazwę polską zaproponował Władysław Wojewoda w 2003 roku dla synonimu Ramicola haustellaris (Fr.) Watling.

## Morfologia
Kapelusz
Średnica 8–10,5 mm, wysokość około 7 mm, barwa od jasnożółtej do brązowej, powierzchnia gładka, sucha.
Blaszki
Początkowo kremowe, potem brązowe, dość rzadkie.
Trzon
Boczny, krótki, tej samej barwy co kapelusz, z widocznymi kaulocystydami. Wysokość 3–4 mm, średnica nieco ponad 1 mm.
Cechy mikroskopowe
Strzępki w skórce kapelusza nitkowate, miejscami pigmentowane. Pileocystydy o kształcie kręgli lub kolby. Cheilocystydy liczne, maczugowate, zebrane w wiązki, Pleurocystyd nie stwierdzono. Kaulocystydy w postaci wydłużonych, maczugowatych strzępek. Wysyp zarodników brązowy. Zarodniki brązowe, elipsoidalne, bez por rostkowych, maczugowate, 6,7–8,0 × 5,0–5,9 µm.

## Występowanie
Znane jest występowanie ciemnoboczniaka gałązkowego w niektórych krajach Europy. W piśmiennictwie naukowym na terenie Polski do 2003 r. podano kilka stanowisk, ale niektóre z nich przedwojenne. Prawdopodobnie jest rzadki. Może być zagrożony.
Saprotrof. Występuje w lasach mieszanych na opadłych gałęziach drzew liściastych, zwłaszcza wierzby. W Polsce owocniki obserwowano od czerwca do października.